# Camillo von Wilsdorf
Otto Camillo Wilsdorf, seit 1893 von Wilsdorf (* 10. September 1847 in Venusberg bei Scharfenstein; † 9. April 1898 im Sanatorium Krähenbad zu Alpirsbach) war ein sächsischer Generalmajor.

## Leben

### Karriere
Camillo Wilsdorf war Sohn bürgerlicher Eltern, trat 1863 in die Artillerieschule der sächsischen Armee ein und wurde nach langjähriger Erziehung 1866 als Portepeefähnrich der sächsischen Artillerie übergeben. Er avancierte am 7. April des Jahres zum Leutnant und nahm innerhalb seines Verbandes am Krieg gegen Preußen teil, wo er an der Schlacht bei Königgrätz teilnahm. Nach der Niederlage des Königreich Sachsen und anschließender Neuorganisation der sächsischen Armee wurde er dem Feldartillerie-Regiment Nr. 12 zugeteilt, wo er zunächst die weiteren Jahre diente und als Adjutant der reitenden Artillerie im Regiment den Krieg gegen Frankreich mitmachte, wofür er mit dem Eisernen Kreuz II. Klasse, dem Ritterkreuz des sächsischen Verdienstorden mit Kriegsdekoration und dem Ritterkreuz des Albrechtsordens mit Kriegsdekoration ausgezeichnet. Er selbst beteiligte sich an den Schlachten bei Gravelotte, Verdun, Nouart, Beaumont und Sedan. Nach Kriegsende erfolgte am 8. November 1871 seine Beförderung zum Oberleutnant.
Wilsdorf durchlief in den folgenden Jahren eine gewöhnliche militärische Laufbahn in der sächsischen Artillerie, wonach er am 22. Juni 1875 zum Hauptmann und Batteriechef im Regiment avancierte. Nach elf Jahren in dieser Eigenschaft erfolgte am 19. November 1886 seine Beförderung zum Major und etatsmäßigen Stabsoffizier beim 2. Feldartillerie-Regiment Nr. 28 und schon nach weiteren drei Jahren, am 22. September 1890, die Beförderung zum Oberstleutnant und etatsmäßigem Stabsoffizier beim 1. Feldartillerie-Regiment Nr. 12. Nachfolgend wurde er u. a. als Flügeladjutant des sächsischen Königs verwendet. In dieser Stellung stieg er am 25. Juni 1893 zum Oberst auf und kehrte 1895 als Regimentskommandeur des 1. Feldartillerie-Regiment Nr. 12 in den Truppendienst zurück. Er stieg am 22. März 1897 schließlich zum Generalmajor auf, wobei er bis dahin zu den Offizieren von der Armee versetzt wurde. Schon ein Jahr später verstarb er schließlich in der Heilanstalt Krähenberg, wo er vergeblich Stärkung seiner angegriffenen Gesundheit suchen wollte. Er wurde unter großer Anteilnahme in Dresden begraben.

### Familie
Camillo von Wilsdorf war seit dem 23. Oktober 1879 mit Paula von Buhl, gen. Baron Schimmelpenning von der Oye, Tochter aus der ersten Ehe des preußischen Hauptmanns a. D. a Adalbert Schimmelpenning von der Oye, verheiratet.